# Nelson S. Bond
Nelson Slade Bond (ur. 23 listopada 1908, zm. 4 listopada 2006) – amerykański pisarz, piszący powieści oraz teksty do magazynów, rozgłośni radiowych i telewizyjnych, a także na scenę. 
Zdobywca nagrody Nebula Author Emeritus w 1998 roku za całokształt twórczości, Bond był pionierem we wczesnej fantastyce naukowej i fantasy. Jego opublikowane prace to głównie opowiadania, z których większość pojawiła się w  tak zwanych pulp magazine w latach 30. i 40. XX wieku. Wiele z nich opublikowano w czasopiśmie Blue Book. Znany jest z serii opowiadań Lancelot Biggs i jego histrorii Meg the Priestess, która wprowadziła jedną z pierwszych silnych postaci kobiecych w science fiction.

## Publikacje

### Powieści
- Exiles of Time (Prime Press, 1949)
- That Worlds May Live (Wildside, 2003)

### Zbiory opowiadań
- Mr. Mergenthwirker's Lobblies and Other Fantastic Tales (Coward-McCann, 1946)
- The Thirty-First of February (Gnome Press, 1949)
- The Remarkable Exploits of Lancelot Biggs, Spaceman (Doubleday, 1950)
- No Time Like the Future (Avon, 1954)
- Nightmares and Daydreams (Arkham House, 1968)
- The Far Side of Nowhere (Arkham House, 2002)
- Other Worlds Than Ours (Arkham House, 2005)

### Literatura faktu
- The Postal Stationery of Canada (Herman Herst, 1953)
- James Branch Cabell: A Complete Checklist (1974)